# Daridorexant
Daridorexant ist ein Arzneistoff aus der Gruppe der Orexinrezeptor-Antagonisten. Er wurde in den USA im Januar 2022 und in der EU im April 2022 unter dem Namen Quviviq (Idorsia Pharmaceuticals) zur Behandlung von Schlafstörungen zugelassen.
Das Mittel wird oral gegeben.

## Wirkungsmechanismus
Der Wirkmechanismus von Daridorexant in der Behandlung von Schlaflosigkeit beruht vermutlich auf einem Antagonismus an den Orexin-Rezeptoren. Das Orexin-Neuropeptid-Signalsystem spielt eine Rolle beim Wachsein. Dadurch, dass Daridorexant die Bindung der Neuropeptide Orexin A und Orexin B an die OX1- und OX2-Rezeptoren hemmt, wird vermutlich der Wachtrieb unterdrückt.
Die Dissoziationskonstanten (Ki) für die Affinitäten an den Rezeptoren der Subtypen OX1 und OX2 betragen 0,47 bzw. 0,93 nM.

## Medizinische Verwendung

### Anwendungsgebiet
Das Anwendungsgebiet umfasst die Behandlung von Schlaflosigkeit bei erwachsenen Patienten, die Schwierigkeiten beim Einschlafen und/oder beim Durchschlafen haben.

### Nebenwirkungen und Anwendungsbeschränkungen
Daridorexant darf nicht beim Vorliegen einer Narkolepsie angewendet werden. Die häufigsten unerwünschten Wirkungen waren Kopfschmerzen und Schläfrigkeit oder Müdigkeit.

## Sonstiges
Daridorexant wird pharmazeutisch als Salzsäuresalz, Daridorexanthydrochlorid, eingesetzt. Daridorexanthydrochlorid ist ein weißes bis leicht gelbliches Pulver, das in Wasser sehr schwer löslich ist.
Weitere therapeutisch eingesetzte Orexinrezeptor-Antagonisten sind Lemborexant und Suvorexant.